# Volksverwering

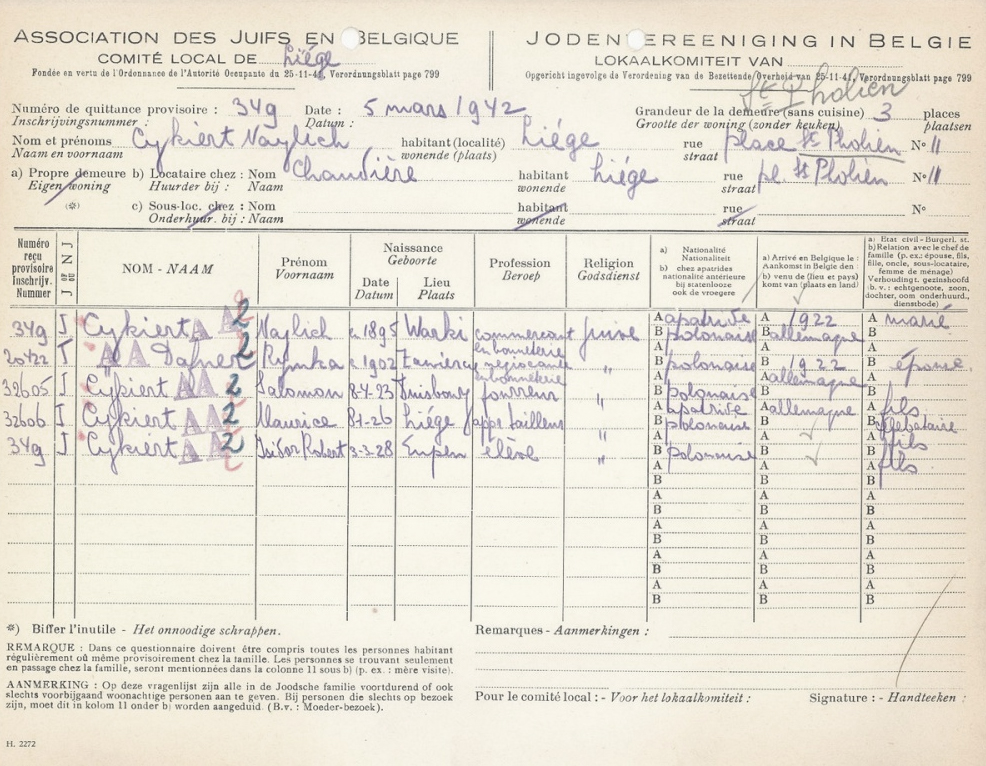
Document van de Jodenvereeniging, zoals gebruikt door Volksverwering voor haar afgedrukte Jodenlijsten.

Volksverwering (soms ook: Volkswering) was een anti-Joodse organisatie van extreemrechtse signatuur, actief in België van 1937 tot 1944. Het kerngebied van de beweging lag in Antwerpen. In het Frans noemde ze zich La Défense du Peuple.

## Oprichting en ontwikkeling
Het was de advocaat René Lambrichts die Volksverwering begin 1937 oprichtte. De organisatie stond achter het nationaalsocialisme en hing een biologische vorm van racisme aan. Deze was virulent anti-Joods: haar zelfverklaarde doel was de verwijdering van alle Joden uit de samenleving. Dit gebeurde in de eerste plaats door verspreiding van een gelijknamig krantje.

[Joden zijn] een door schande, laagheid en onzedelijkheid erfelijk besmette parasietengroep, waarvan de invloed restloos moest gebroken worden. Zij moeten uit ons volk gesneden worden en hun wereldheerschappij moet voor altijd gefnuikt worden.
— “Zijn de joden slecht door reactie?”, Volksverwering, 4 april 1937

Intimidatie en bedreiging hoorden van bij het begin tot de praktijken van Volksverwering. Ze gingen doodsbrieven en andere bedreigingen bussen bij Joden, en reistickets met daarop 'Recht naar Palestina en nooit meer terug'. In het openbaar afficheerden ze plakbrieven met teksten als 'Weg met Joden en vreemdelingen'. Met openbare meetings werd even afgewacht, maar toen ze er kwamen boden ze een podium aan figuren als Jozef De Langhe (Verdinaso), Edgar Lehembre (VNV) en Ward Hermans (VNV).
In maart 1938 werd de organisatie gestructureerd tot een vzw. Deze kreeg meteen een financiële toelage van de Duitse regering. Op 11 april volgde een grote meeting in het Antwerpse Sportpaleis, waar ook Léon Degrelle de aanhangers kwam toespreken. Vanaf juli 1939 organiseerde Volksverwering 'openbare volksvergaderingen'. De eerste editie vond plaats in Borgerhout, in Lambrichts achtertuin. Hij sprak er over Genoeg Jodenbescherming! Eerst werk voor eigen volk! Enige weken later was Volksverwering ook een drijvende kracht bij het uitlokken en opstoken van de anti-Joodse augustusrellen in de Antwerpse stationsbuurt.
Vóór de Duitse veroveringstocht hadden de Belgische autoriteiten Lambrichts en enkele kompanen laten afvoeren naar het Franse kamp van Le Vernet d'Ariège, maar in augustus stonden ze terug in het land. Hij kon de bezetter overtuigen om zijn organisatie te steunen boven andere. Op 15 oktober 1940 werd Volksverwering opnieuw gelanceerd met de oprichting van een Raad voor Bewaking en Initiatief. In maart 1941 werd hun blad omgedoopt tot Volksche Aanval. Samen met de Anti-Joodsche Centrale installeerden ze zich nabij de SIPO-SD in het geconfisqueerde gebouw van de Joodse vluchtelingenorganisatie Belhicem (Filips van Champagnestraat 52, Brussel). Volksverwering betrok er de eerste verdieping. Lambrichts verliet niet zonder spijt zijn Antwerpse wieg ter wille van de samenwerking met de Duitse diensten in de hoofdstad. Aanvankelijk was het zelfs de bedoeling geweest om de cel te integreren in het Belgische ministerie van Binnenlandse Zaken, maar daar zag men uiteindelijk van af. De hoofdstad zag ook meetings van Volksverwering, waaronder in het Achturenhuis.
In Antwerpen had de vereniging op 2 april 1941 de burgemeester en schepenen uitgenodigd op de voorstelling in Cinema Rex van Der ewige Jude, een nazifilm. Lambrichts leidde zelf de film in en spaarde zijn lof voor Hitler niet. Na een volgende vertoning brak de "Antwerpse pogrom" uit (14 april 1941). Onder de naar schatting 200 daders waren vele leden van Volksverwering, naast VNV'ers en Vlaamse SS'ers. Voor de 'toevallig' aanwezige camera's van de Propaganda Abteilung sloegen ze enkele synagogen kort en klein en stichtten ze er brand (Oostenstraat, Van Nestlei).
Vanaf 3 januari 1942 ging Volksverwering over tot het bekendmaken van Joodse inwoners en hun adressen, gemeente per gemeente. Hiertoe kregen ze van de bezetter inzage in de lijsten van de Jodenvereeniging in België. Bedoeling was om zoveel mogelijk deportaties te bewerkstelligen. Vanaf juni 1942 gingen ze zelf actief ondergedoken Joden opsporen. Volksverweerders als Lauterborn en Vanniesbecq schrokken er niet voor terug om de slachtoffers eerst af te persen en daarna toch aan te geven. Ze stonden er ook om bekend dat ze zelf bij de razzia's aanwezig waren en met stuitend geweld tekeer gingen.

## Publicaties
Van in het prille begin verspreidde Volksverwering een gelijknamig blad (naderhand Volksche Aanval). Het eerste exemplaar verscheen op 24 januari 1937. De ondertitel vatte de bedoeling goed samen: Propagandablad ter beveiliging van ras en bodem. Daarbij had men goed gekeken naar Der Stürmer, de rabiate krant van Julius Streicher. Al na enkele maanden meldde het blad tevreden dat het 321 abonnees telde. Tegen 1941 zou dit oplopen tot 3.200. De totale oplage bedroeg toen 6.500 exemplaren. Waar de frequentie eerst halfmaandelijks was, werd dit later wekelijks.
Met ingang van juni 1938 kreeg het blad van de organisatie een Franse tegenhanger, L'Anti-Juif. Dit gestencilde krantje werd al snel omgedoopt tot L'Ami du Peuple. Hoofdredacteur was Henri d'Oldeneel de Heerenbrinck.
In maart 1938 was Volksverwering de Protocollen van de wijzen van Sion beginnen afdrukken. Na de artikelenreeks volgde een uitgave als brochure. In 1939 verscheen bij de uitgeverij het antisemitische werk De mythe van Israël. Een toelichting over oorsprong en wezen van het Jodendom. Dit gebeurde onder pseudoniem. Waarschijnlijk was het geschreven door "rassentheoreticus" Jan De Roeck.
Op 13 maart 1940 kreeg Volksverwering uit naam van de neutraliteit een verschijningsverbod opgelegd van de regering. Het zou tot 19 oktober duren vóór de publicatie kon worden hervat. Voor het Franstalige orgaan werd het zelfs 12 februari 1941. Op 28 februari van dat jaar werd overgegaan tot oprichting van de NV Uitgeverij Volksverwering. De Jodenverordeningen werden in het blad op gejuich onthaald. Bij de invoering van de Jodenster werd onmiddellijk een nieuwe eis gepresenteerd, een Jodenpolitie.

## Leden
Een Duits rapport stelde dat Volksverwering midden-1941 zo'n 700 leden telde en op het einde van dat jaar een 1000-tal. De grote meerderheid waren Vlamingen, met de sterkste rekrutering in het Antwerpse. Naar eigen zeggen waren er ook afdelingen in Genk, Kalmthout (waar ze een Anti-Joodsche Blok hadden gesticht), Brussel en Gent. In Wallonië was vooral Charleroi vruchtbaar terrein, naast Luik.
Enkele belangrijke figuren:
- René Lambrichts, oprichter en voorzitter
- Jozef van Roessel, hoofdredacteur
- Jacobus Van den Branden
- Hilaire de Vos
- Carlo Deliën, tekenaar van karikaturen onder de pseudoniem Olrac en Heraus en oprichter van drukkerij Graphicolor
- Felix Lauterborn, een Jodenjager die met bruut geweld tekeer ging
- Pierre Beeckmans, verantwoordelijke publiciteit en leider van de Landelijke Anti-Joodsche Centrale
- César Tiré, afgevaardigd beheerder en verantwoordelijk uitgever vanaf 1941
- Frans Hellebosch
- Frans Van Dijck, algemeen secretaris en verantwoordelijk uitgever
- Gustaaf Vanniesbecq, algemeen propagandaleider en hoofd van de paramilitaire Actie-Groep (A-G) binnen Volksverwering
- Jan De Roeck
- Antoon Lint, algemeen propagandasecretaris en lid van A-G
- Aloïs Goossens, Antwerps propagandaleider
- René De Beul, militant en financier
- Jozef Van Dijck, verantwoordelijk uitgever
- Gustave de Schrynmakers de Dormael
- Jozef Vranken

## Vervolging
Na de bevrijding werden de Vlaamse en Waalse vleugel van Volksverwering strafrechtelijk vervolgd. In maart 1946 veroordeelde de Antwerpse Krijgsraad Lambrichts tot levenslang. Beeckmans kreeg de doodstraf, maar deze werd in 1952 omgezet tot levenslang. Hellebosch, Tiré en Van den Branden kregen respectievelijk twintig, acht en vijf jaar gevangenis. 
Het groepsproces in Charleroi ging in juni 1946 van start. Twee hoofdverdachten, Emile Lurquin en Joseph Lebeau, waren in de gevangenis een gewelddadige dood gestorven. De overblijvende tenoren, Emile  Delattre en Marcel Krier, werden door de Krijgsraad veroordeeld tot respectievelijk vijftien en anderhalf jaar opsluiting.  